# Alupere
Alupere – wieś w Estonii, w prowincji Virumaa Zachodnia, w gminie Tapa.